# Evgenij Telišev
Evgenij Igorevič Telišev (in russo Евгений Игоревич Телишев?; Salechard, 24 marzo 1948) è un pittore russo.
È anche grafico, narratore e direttore artistico. Inoltre è traduttore di poesia tedesca.
Dal 1980, Telišev collabora in qualità di disegnatore nell'ambito di scavi archeologici, insegnando disegno archeologico nei corsi master per futuri archeologi.
Le sue opere sono state esposte già diverse volte in Russia e in Svizzera.
Il suo pezzo teatrale Sans Titre è stato rappresentato nel centro Sverevskij per l'arte contemporanea 2005.
| Controllo di autorità | Europeana agent/base/36650 |